# Katastrofa lotnicza w Lakatamii
Katastrofa lotnicza w Lakatamii – katastrofa samolotu Bristol Britannia, należącego do szwajcarskich linii lotniczych Globe Air, do której doszło w mieście Lakatamia, 7 kilometrów, od stolicy Cypru – Nikozji. W wyniku katastrofy, zginęło 126 osób ze 130 przebywających na pokładzie. Do dziś jest to największa katastrofa lotnicza pod względem liczby ofiar w historii Cypru.
Globe Air były szwajcarskimi liniami, które specjalizowały się w transporcie turystów z Europy do Azji. Samolot, który uległ katastrofie wykonywał lot na trasie Bangkok-Kolombo-Mumbaj-Kair-Bazylea. Kapitanem samolotu był Michael Müller, a drugim pilotem był M. Day. Maszyna odbywała lot na linii Mumbaj-Kair. Załoga samolotu, ze względu na złe warunki pogodowe panujące w Kairze, zdecydowała się skierować samolot na lotnisko w Nikozji, w celu uzupełnienia zapasów paliwa. Cypryjskie lotnisko pełniło funkcję lotniska zapasowego na tym etapie lotu. Nad lotniskiem w Nikozji również, panowały złe warunki atmosferyczne, w postaci burzy z piorunami. Samolot podjął pierwszą próbę podejścia do lądowania o godzinie 1:06, jednak ta została przerwana. O godzinie 1:13, podczas drugiej próby, samolot uderzył w górę, na wysokości 256 metrów i stanął w płomieniach. W katastrofie zginęło 126 osób – ocalało 3 pasażerów i stewardesa.
Śledztwo wykazało, że piloci samolotu przekroczyli swój czas pracy o 2 godziny i 47 minut. Później okazało się, że wydłużanie czasu lotów załóg było częstą praktyką w Globe Air, które kilka miesięcy po katastrofie ogłosiły upadłość.

## Obywatelstwo ofiar wypadku
| Państwo     | Liczba osób |
| ----------- | ----------- |
| Niemcy      | 75          |
| Szwajcaria  | 30          |
| Brak danych | 25          |
| Razem       | 130         |